# Artdirector
Een artdirector is een artistiek leider die verantwoordelijk is voor de artistieke visie van een bedrijf in de creatieve sector. In de directie staat de artdirector naast een zakelijk leider, die verantwoordelijk is voor financiën, reputatiebehartiging en personeelsbeleid. 
De artdirector is verantwoordelijk voor de totale visuele verschijning en de manier waarop hij of zij visueel communiceert, stemmingen stimuleert, contrasten kenmerkt en psychologisch appelleert aan een doelgroep. De artdirector neemt beslissingen over de gebruikte visuele elementen. Hij of zij bepaalt welke artistieke stijlen er gebruikt worden.
Een artdirector zet gewenste stemmingen, berichten, concepten, ideeën om in beelden. Hij of zij voert brainstormsessies met collega's en klanten om te bepalen hoe het stuk of de scène eruit komt te zien en is uiteindelijk verantwoordelijk voor de uitwerking van de ideeën.

## Reclame
In de reclamebranche is een artdirector niet per se het afdelingshoofd van het kunstbedrijf. Doorgaans werkt hij of zij samen met een copywriter. Het team werkt meestal samen bij het ontwikkelen van een totaalconcept voor een advertentie, tv-reclamespotje of brochure. De artdirector is verantwoordelijk voor de visuele aspecten (de copywriter voor de tekstuele inhoud).
Een artdirector onderscheidt zich van een grafisch ontwerper door zich bezig te houden met de ontwikkeling van promotieconcepten. Wanneer beide beroepen onder een en dezelfde persoon vallen, wordt dit communicatieontwerper genoemd.
In kleine organisaties worden de artdirector en copywriter aangestuurd door een creatief directeur. In een grote organisatie kan een creative director de leiding hebben over andere artdirectors en een team van junior ontwerpers, ontwikkelaars beeld en/of productieartiesten en coördineert de artdirector met een aparte productieafdeling. In een kleinere organisatie zal de artdirector al deze rollen vervullen, waaronder toezicht op drukwerk en dergelijke.

## Film
In de organisatiestructuur van de kunstafdeling van een filmproducent ressorteert de artdirector onder de production designer, werkt hij of zij samen met de setdresser, en ressorteert onder hem de decorontwerper. De taken omvatten de administratie van de kunstafdeling. Zij zijn verantwoordelijk voor het toewijzen van taken aan personeel, het bijhouden van de begroting en planning, evenals de algemene kwaliteitscontrole. Ze zijn vaak ook contactpersoon voor andere afdelingen, zoals de constructieafdeling.